# Двожаково
Двожаково (пол. Dworzakowo, нім. Hoffmansdorf) — село в Польщі, у гміні Білосліве Пільського повіту Великопольського воєводства.
Населення — 237 осіб (2011).
У 1975-1998 роках село належало до Пільського воєводства.

## Демографія
Демографічна структура станом на 31 березня 2011 року:
|          | Загалом | Допрацездатний вік | Працездатний вік | Постпрацездатний вік |
| -------- | ------- | ------------------ | ---------------- | -------------------- |
| Чоловіки | 122     | 26                 | 91               | 5                    |
| Жінки    | 115     | 26                 | 68               | 21                   |
| Разом    | 237     | 52                 | 159              | 26                   |